# Frederick Charles Engelmann
Frederick Charles Engelmann (geboren als Friedrich Karl Engelmann 10. Juli 1921 in Wien; gestorben am 7. November 2008 in Edmonton) war ein kanadischer Politikwissenschaftler.

## Leben
Friedrich Karl Engelmann war ein Sohn des Orthopäden Guido Engelmann und der Martha Duschnitz. Er hatte einen älteren Bruder. Seine 1906 geborene Schwester Maria Nanette war mit dem deutschamerikanischen Raumfahrtingenieur Wolfgang Klemperer verheiratet. Engelmann besuchte das Döblinger Gymnasium, konnte aber nach dem Anschluss Österreichs im März 1938 die Matura nicht mehr ablegen. Er floh im Juni in die USA zu seiner Schwester in Kalifornien. Ab 1939 studierte er Politologie an der University of California, Los Angeles (UCLA). Er erhielt 1943 die US-amerikanische Staatsbürgerschaft und wurde von 1943 bis 1945 im Rang eines First Lieutenant der US Army auf dem europäischen Kriegsschauplatz eingesetzt. Engelmann kehrte als Teaching Assistant an die UCLA zurück. Ab 1947 studierte er an der Yale University, machte 1950 einen M.A. und wurde 1954 in Politischer Wissenschaft promoviert. Engelmann heiratete 1953 die Sozialarbeiterin Mary Wylie, sie hatten drei Kinder. Von 1950 bis 1962 lehrte er an der Alfred University im Staat New York.
Im Jahr 1962 wurde er Associate Professor an der University of Calgary und wanderte nach Kanada aus, er erhielt 1976 die kanadische Staatsbürgerschaft. 1965 wurde er an der University of Alberta in Edmonton Professor. Er war Mitglied der Canadian Political Science Association und hatte 1985/86 das Präsidentenamt inne. Engelmann forschte und publizierte über das Parteiensystem in Kanada, Österreich und Deutschland. Er engagierte sich politisch bei den Alberta New Democrats.

## Schriften (Auswahl)
- Frederick C. Engelmann, Mildred A. Schwartz: Political parties and the Canadian social structure. Scarborough: Prentice-Hall, 1967
- Frederick C. Engelmann, Mildred A. Schwartz: Canadian political parties : Origin, character, impact. Scarborough: Prentice-Hall, 1975
- Government by diplomacy : the Austrian coalition 1945–1966. Wien: Braumüller, 2001
- (Hrsg.): A History of the Austrian Migration to Canada. Ottawa: Carleton Univ. Press, 1996